# Onice (sommergibile)
L'Onice è stato un sommergibile della Regia Marina.

## Storia
Prese clandestinamente parte alla guerra di Spagna; dalla fine di settembre 1937 al febbraio 1938 prestò servizio, con sigla L. 4 e nome Aguilar Tablada, nella Legione spagnola: fra i quattro sommergibili italiani assegnati a tale forza, fu il primo ad uscire in mare (al comando del tenente di vascello Mario Ricci).
Dislocato in Mar Rosso dal 16 giugno 1939 (dove vi giunse col Galvani) e al comando del TV Gustavo Lovatelli (in comando dal 20 marzo 1939), nella base di Massaua, ritornò in Italia alla fine di aprile 1940, poco prima dell'inizio delle ostilità con Francia e Gran Bretagna.
Nel primo periodo della seconda guerra mondiale operò nel canale di Sicilia compiendo alcune missioni, senza ottenere alcun risultato.
Il 28 settembre 1940 fu protagonista di un accidentale scontro con l'avviso scorta Diana nel porto di Messina, necessitando di riparazioni poi effettuate presso i Cantieri del Quarnaro.
L'8 marzo 1941 (al comando del capitano di corvetta Gustavo Lovatelli) lanciò due siluri contro un incrociatore che navigava in formazione nel Canale di Caso, ma le armi non andarono a segno.
Il 21 maggio individuò tre cacciatorpediniere a meridione di Caso e li attaccò con il lancio di altrettanti siluri, che andarono però a vuoto.
Il 28 settembre fu stanziato nella base libica di Bengasi.
Il 10 ottobre 1941 ebbe uno scontro, con lancio di siluri e fuoco d'artiglieria, con un sommergibile britannico; tale scaramuccia si concluse senza vincitori né vinti.
Il 14 ottobre fu ridislocato a Messina, per essere impiegato nel Canale di Sicilia.
Il 16 marzo 1942, in missione esplorativa al comando del capitano di corvetta Bruno Zelik, fu oggetto del lancio di un siluro da parte di un sommergibile nemico: schivata l'arma, contrattaccò lanciando a sua volta alcuni siluri ed aprendo il fuoco col cannone, costringendo l'unità avversaria a ritirarsi.
Il 28 aprile fu invece proprio l'Onice ad attaccare un sommergibile nemico: l'unità nemica evitò però i siluri.
Intorno alla metà di giugno fu inviato – unitamente ad altri quattro sommergibili, tra cui il gemello Corallo – in agguato tra Malta, Pantelleria e Lampedusa in opposizione al convoglio britannico «Harpoon», nell'ambito della Battaglia di mezzo giugno; tuttavia il sommergibile non individuò alcuna nave nemica.
In tutto svolse, dal giugno 1940 al settembre 1943, 36 missioni, percorrendo 22.693 miglia in superficie e 5206 in immersione.
Dopo lo sbarco alleato in Sicilia fu trasferito a Taranto. Agli inizi di settembre 1943, nell'ambito del «Piano Zeta» di contrasto all'imminente sbarco anglo-americano a Salerno, fu dislocato nelle acque della Calabria ionica.
Alle 18.30 dell'8 settembre, tuttavia, fu informato dell'avvenuto armistizio e si diresse quindi a Malta unendosi agli altri cinque sommergibili dello Ionio, giungendo a destinazione il 17 settembre. Il 6 ottobre 1943 lasciò l'isola insieme a varie altre unità (6 sommergibili, due torpediniere, un cacciatorpediniere e due unità ausiliarie) per rientrare in Italia; il giorno seguente arrivò a Napoli, dove fu impiegato per la produzione di elettricità destinata alle strutture portuali.
Nel 1944 fu inviato in Atlantico (di rimpiazzo al sommergibile Settembrini, affondato per una collisione), dove prese parte ad esercitazioni antisommergibile per conto degli Alleati, con base a New London, effettuando 128 missioni addestrative.
Il 1º febbraio 1948 fu radiato e quindi avviato alla demolizione.